# Danh sách đĩa nhạc của Joe Jonas
Dưới đây là danh sách đĩa nhạc của Joe Jonas, nam ca sĩ người Mỹ, bao gồm 1 album phòng thu, 2 album nhạc phim, 2 đĩa đơn, 3 đĩa mở rộng, 3 video âm nhạc và sự xuất hiện trong các album khác.

## Album

### Album phòng thu
| Album    | Chi tiết album                                                                           | Vị trí cao nhất trên bảng xếp hạng | Vị trí cao nhất trên bảng xếp hạng | Vị trí cao nhất trên bảng xếp hạng | Vị trí cao nhất trên bảng xếp hạng | Vị trí cao nhất trên bảng xếp hạng | Vị trí cao nhất trên bảng xếp hạng | Vị trí cao nhất trên bảng xếp hạng |
| Album    | Chi tiết album                                                                           | Mĩ                                 | Bỉ                                 | Canada                             | Hà Lan                             | Ý                                  | Mexico                             | Anh                                |
| -------- | ---------------------------------------------------------------------------------------- | ---------------------------------- | ---------------------------------- | ---------------------------------- | ---------------------------------- | ---------------------------------- | ---------------------------------- | ---------------------------------- |
| Fastlife | - Phát hành: 11 tháng 10 năm 2011 - Định dạng: CD, tải kĩ thuật số - Hãng đĩa: Hollywood | 15                                 | 42                                 | 23                                 | 85                                 | 12                                 | 5                                  | 99                                 |

### Album nhạc phim
| Album                      | Chi tiết album                                                                            | Vị trí cao nhất trên bảng xếp hạng | Vị trí cao nhất trên bảng xếp hạng | Vị trí cao nhất trên bảng xếp hạng | Vị trí cao nhất trên bảng xếp hạng | Vị trí cao nhất trên bảng xếp hạng | Vị trí cao nhất trên bảng xếp hạng | Vị trí cao nhất trên bảng xếp hạng | Vị trí cao nhất trên bảng xếp hạng | Vị trí cao nhất trên bảng xếp hạng | Chứng nhận                                                                         |
| Album                      | Chi tiết album                                                                            | Mĩ                                 | Mĩ Nhạc phim                       | Mĩ Thiếu nhi                       | Úc                                 | Bỉ                                 | Canada                             | Đức                                | New Zealand                        | Tây Ban Nha                        | Chứng nhận                                                                         |
| -------------------------- | ----------------------------------------------------------------------------------------- | ---------------------------------- | ---------------------------------- | ---------------------------------- | ---------------------------------- | ---------------------------------- | ---------------------------------- | ---------------------------------- | ---------------------------------- | ---------------------------------- | ---------------------------------------------------------------------------------- |
| Camp Rock                  | - Phát hành: 20 tháng 6 năm 2008 - Hãng đĩa: Walt Disney - Định dạng: CD, Tải kĩ thuật số | 3                                  | 1                                  | 1                                  | 13                                 | —                                  | 2                                  | —                                  | 5                                  | 3                                  | - Mĩ: Bạch kim - Pháp: Vàng - New Zealand: Vàng - Tây Ban Nha: Bạch kim - Anh: Bạc |
| Camp Rock 2: The Final Jam | - Phát hành: 10 tháng 8 năm 2010 - Hãng đĩa: Walt Disney - Định dạng: CD, tải kĩ thuật số | 3                                  | 1                                  | 1                                  | —                                  | 10                                 | 4                                  | 28                                 | —                                  | 4                                  | - Mĩ: Vàng - Tây Ban Nha: Vàng                                                     |

## Đĩa đơn
| "Gotta Find You"                                                                | 2008 | 20 | 41 | 82 | 31 | —  | 26 | 58 | —  | Camp Rock |
| "See No More"                                                                   | 2011 | 92 | 37 | —  | —  | 15 | —  | —  | 53 | Fastlife  |
| "Just in Love"                                                                  | 2011 | —  | —  | —  | —  | 22 | —  | —  | 85 | Fastlife  |
| "—" Bài hát không có mặt trên bảng xếp hạng hoặc không phát hành ở quốc gia đó. |      |    |    |    |    |    |    |    |    |           |

### Ca khúc hợp tác
| Ca khúc                                                        | Năm  | Vị trí cao nhất trên bảng xếp hạng | Vị trí cao nhất trên bảng xếp hạng | Vị trí cao nhất trên bảng xếp hạng | Vị trí cao nhất trên bảng xếp hạng | Vị trí cao nhất trên bảng xếp hạng | Vị trí cao nhất trên bảng xếp hạng | Vị trí cao nhất trên bảng xếp hạng | Vị trí cao nhất trên bảng xếp hạng | Vị trí cao nhất trên bảng xếp hạng | Vị trí cao nhất trên bảng xếp hạng | Thuộc album                |
| Ca khúc                                                        | Năm  | Mĩ                                 | Mĩ Pop                             | Úc                                 | Áo                                 | Canada                             | Đức                                | Ireland                            | New Zealand                        | Thụy Sĩ                            | Anh                                | Thuộc album                |
| -------------------------------------------------------------- | ---- | ---------------------------------- | ---------------------------------- | ---------------------------------- | ---------------------------------- | ---------------------------------- | ---------------------------------- | ---------------------------------- | ---------------------------------- | ---------------------------------- | ---------------------------------- | -------------------------- |
| "We Rock" (với Cast of Camp Rock)                              | 2008 | 33                                 | —                                  | —                                  | 70                                 | 41                                 | —                                  | —                                  | —                                  | —                                  | 97                                 | Camp Rock                  |
| "This Is Me" (Demi Lovato hợp tác với Joe Jonas)               | 2008 | 9                                  | 1                                  | 46                                 | 18                                 | 16                                 | 36                                 | 27                                 | —                                  | 39                                 | 33                                 | Camp Rock                  |
| "We Are the World 25 for Haiti" (với Nhiều Ca sĩ)              | 2010 | 2                                  | —                                  | 18                                 | —                                  | 7                                  | —                                  | 9                                  | 8                                  | —                                  | 50                                 | Đĩa đơn từ thiện           |
| "Wouldn't Change a Thing"! (Demi Lovato hợp tác với Joe Jonas) | 2010 | —                                  | —                                  | —                                  | —                                  | 90                                 | —                                  | —                                  | —                                  | —                                  | 71                                 | Camp Rock 2: The Final Jam |

Ghi chú
1.^ "Wouldn't Change a Thing" tuy không lọt vào bảng vếp hạng Billboard Hot 100 nhưng lại đánh vào bảng xếp hạng Bubbling Under Hot 100 Singles ở vị trí thứ 10.

### Đĩa đơn mở rộng
| "Send It On" (với Disney's Friends for Change)                                  | 2009 | 20 | — | 94 | Đĩa đơn từ thiện |
| "Make a Wave" (Demi Lovato hợp tác với Joe Jonas)                               | 2010 | 84 | — | —  | Đĩa đơn từ thiện |
| "Love Slayer"                                                                   | 2011 | —  | 8 | —  | Fastlife         |
| "—" Bài hát không có mặt trên bảng xếp hạng hoặc không phát hành ở quốc gia đó. |      |    |   |    |                  |

## Xuất hiện trong các album khác
| Năm  | Ca khúc                         | Thuộc album |
| ---- | ------------------------------- | ----------- |
| 2010 | "Things Will Never Be the Same" | Jonas L.A.  |
| 2010 | "Summer Rain"                   | Jonas L.A.  |
| 2010 | "Make It Right"                 | Jonas L.A.  |

## Video âm nhạc
| Năm  | Ca khúc                                                             | Thuộc album                                         |
| ---- | ------------------------------------------------------------------- | --------------------------------------------------- |
| 2008 | "We Rock" (với the Camp Rock Cast)                                  | Camp Rock                                           |
| 2008 | "This Is Me" (với Demi Lovato)                                      | Camp Rock                                           |
| 2008 | "Gotta Find You"                                                    | Camp Rock                                           |
| 2009 | "Send It On" (hợp tác với Miley Cyrus, Selena Gomez và Demi Lovato) | Không thuộc album nào (Disney's Friends for Change) |
| 2010 | "Make It Right"                                                     | Jonas L.A.                                          |
| 2010 | "Things Will Never Be the Same"                                     | Jonas L.A.                                          |
| 2010 | "Make a Wave" (với Demi Lovato)                                     | Không thuộc album nào                               |
| 2010 | "Eu Não Mudaria Nada Em Você" (Jullie hợp tác với Joe Jonas)        | Camp Rock 2: The Final Jam                          |
| 2010 | "Nada Vou Mudar" (Mia Rose hợp tác với Joe Jonas)                   | Camp Rock 2: The Final Jam                          |
| 2011 | "See No More"                                                       | Fastlife                                            |
| 2011 | "Just in Love"                                                      | Fastlife                                            |